# Jagd auf den Flammenmann
Jagd auf den Flammenmann ist ein deutscher Fernsehfilm von Uwe Janson aus dem Jahr 2003, der im Auftrag für Sat.1 produziert wurde.

## Handlung
Einer jungen Kriminalkommissarin wird der mysteriöse Fall eines Wohnungsbrands anvertraut. Bei einem Wohnungsbrand in Berlin kommt ein Familienvater ums Leben, seine Ehefrau und seine Tochter Hannah können sich aus den Flammen befreien. Die junge Kriminalkommissarin Susanna Beckert leitet die nachfolgenden Ermittlungen und stößt dabei auf Ungereimtheiten. Weil es in der Vergangenheit oftmals ähnliche Fälle von Brandstiftung gab, liegt für Beckert der Entschluss nahe, dass es sich womöglich um einen Serientäter handelt. Ebenfalls wollen die Überlebenden aller Brandfälle einen „Flammenmann“ gesehen haben, den aber niemand näher beschreiben kann.

## Hintergrund
Jagd auf den Flammenmann ist eine Produktion der AllMedia Pictures. Der Film wurde 2002 unter dem Arbeitstitel Der Flammenmann gedreht.

## Kritik
Für die Kritiker der Fernsehzeitschrift TV Spielfilm war Jagd auf den Flammenmann „zu aufgemotzt.“. Sie bewerteten den Film mit einer mittleren Wertung, dem Daumen zur Seite.

## Auszeichnungen
- 2003: Deutscher Fernsehpreis 2003 für den besten Schauspieler in einer Nebenrolle (Christoph Waltz als Brisky)
- 2003: Deutscher Fernsehpreis 2003 für den besten Schnitt (Anke Berthold)